# 全国ヤング歌謡フェスティバル
『全国ヤング歌謡フェスティバル』（ぜんこくヤングかようフェスティバル）は、1969年10月4日から1970年5月9日までTBSテレビ系列局で放送されていた音楽番組である。明治製菓（現・明治）の一社提供。主催は渡辺プロダクション。放送時間は毎週土曜 19:00 - 19:30 （日本標準時）。
ラジオはニッポン放送制作、NRN系列で同時期に同タイトル、スポンサー、主催で放送されている。放送時間は毎週月曜 - 土曜 19:45 - 20:00 （日本標準時）。
テレビ放送とラジオ放送は収録場所と放送内容は異なっているが放送作家は双方が主に遠藤淳が担当している。

## 概要
優秀な歌手とヒット曲を送り出すことを狙いとした番組で、およそ60人の歌手を3か月かけて紹介し、全国の視聴者からの投票を集計。そして、1970年5月9日に日本万国博覧会の万国博ホールで行われたグランプリに参加する作詞家・作曲家・歌手など30人を決めるという趣向で進められていた。
番組の終了後も、1970年10月から1971年5月まで『全国ヤング歌謡フェスティバル』第2回が日本武道館などで開催された。

## 司会

### 第1回
- 目黒祐樹 - 1969年12月まで担当。
- 沢田雅美 - 1969年12月まで担当。
- ハナ肇 - 1970年1月から担当。
- 吉村実子 - 1970年1月から担当。

### 第2回（テレビ未放送）
- 堺正章
- 井上順（当時は井上順之）

## 備考
- 初回放送日の1969年10月4日は土曜20:00枠で『8時だョ!全員集合』がスタートした日でもあり、当日の毎日新聞の夕刊にはこの番組と『全員集合』、そして土曜22:00枠のドラマ『魔像・十七の首』の3番組合同の宣伝広告が掲載されていた。
- 当初は各地のホールでの公開録画形式であったが、司会者がハナと吉村に交代するのを機にスタジオ収録へと移行した。
- TBSの土曜19:00枠で放送の明治製菓の一社提供番組は、1963年12月まで放送されていた海外人形劇『ウエスタン・マリオネット 魔法のけん銃』以来である。そしてこの番組を最後に、明治製菓の一社提供番組は同時間帯で放送されていない。

## ネット局
いずれも特筆の無い限り全て同時ネット。
テレビ版
- 東京放送（制作局）
- 朝日放送
- 新潟放送[1]
- 北陸放送[1]
- 中部日本放送[2]

ラジオ版
- ニッポン放送（制作局）
- 毎日放送